# Philocoprella rectiradiata
Philocoprella rectiradiata är en tvåvingeart som beskrevs av Papp 1973. Philocoprella rectiradiata ingår i släktet Philocoprella och familjen hoppflugor. Inga underarter finns listade i Catalogue of Life.